# Comuna Mala Pavlivka, Ohtîrka
Mala Pavlivka (în ucraineană Мала Павлівка) este o comună în raionul Ohtîrka, regiunea Sumî, Ucraina, formată din satele Bureaciîha, Jovtneve, Kaceanivka, Kudari, Mala Pavlivka (reședința), Neplatîne și Zakablukî.

## Demografie
Componența lingvistică a comunei Mala Pavlivka
     Ucraineană (97,53%)
     Rusă (1,71%)
     Alte limbi (0,05%)
Conform recensământului din 2001, majoritatea populației comunei Mala Pavlivka era vorbitoare de ucraineană (97,53%), existând în minoritate și vorbitori de rusă (1,71%).